# Waldhambach (Bas-Rhin)
Pour les articles homonymes, voir Waldhambach.
Waldhambach (Hàmbàch en francique rhénan) est une commune française, située dans la circonscription administrative du Bas-Rhin et, depuis le 1er janvier 2021, dans le territoire de la Collectivité européenne d'Alsace, en région Grand Est.
Cette commune se trouve dans la région historique et culturelle d'Alsace, et même plus précisément dans celle de l’Alsace Bossue.

## Géographie

### Localisation
La commune est située dans la région naturelle de l'Alsace Bossue et fait partie du parc naturel régional des Vosges du Nord. L'Eichel et la route départementale D 919 (de Sarreguemines au Rhin) passent par certains lieux-dits.
| Diemeringen | Ratzwiller  | Volksberg                 |
| Mackwiller  | Waldhambach |                           |
|             | Adamswiller | Weislingen et Tieffenbach |

### Écarts et lieux-dits
- Rehmuehle, au croisement des routes D 919 et D 252 venant de la commune.
- Scierie Kuppertsmuehle, sur la route D 919.
- Fixenmuehle, sur la route D 919 à proximité de la commune d'Adamswiller.
- Neumuehle, ancien moulin du ruisseau du Spielersbach (Notice no IA67000199, sur la plateforme ouverte du patrimoine, base Mérimée, ministère français de la Culture).

### Géologie et relief
La commune se compose de 49,92 hectares de territoires artificialisés (3,96 %), 998,56 hectares de territoires agricoles (79,13 %) et 213,98 hectares de forêts et milieux semi-naturels (16,96 %).
Espaces naturels :
- Trois espaces protégés hors Natura 2000 Vosges du Nord :

Réserve de Biosphère, zone tampon,
Réserve de Biosphère, zone de transition,
Parc naturel régional.
- Deux zones naturelles d'intérêt écologique, faunistique et floristique (Znieff) :

Vallons du Spielersbach et du Mittelbach à Ratzwiller et Waldambach,
Paysage agricole et forestier diversifié d'Alsace Bossue.

### Sismicité
Commune située dans une zone 2 de sismicité faible.

### Hydrographie et les eaux souterraines
Hydrogéologie et climatologie : Système d’information pour la gestion des eaux souterraines du bassin Rhin-Meuse :
Territoire communal : Occupation du sol (Corinne Land Cover); Cours d'eau (BD Carthage),
Géologie : Carte géologique; Coupes géologiques et techniques,
 Hydrogéologie : Masses d'eau souterraine; BD Lisa; Cartes piézométriques.
La commune est dans le bassin versant du Rhin au sein du bassin Rhin-Meuse. Elle est drainée par le ruisseau l'Eichel, le ruisseau le Grentzbach, le ruisseau Muehlgraben, le ruisseau Langmattgraben et le ruisseau le Mittelbach,,.
L'Eichel, d'une longueur totale de 32,4 km, prend sa source dans la commune de Petersbach et se jette  dans la Sarre à Herbitzheim, après avoir traversé 16 communes. Les caractéristiques hydrologiques de l'Eichel sont données par la station hydrologique située sur la commune de Diemeringen. Le débit moyen mensuel est de 1,28 m3/s. Le débit moyen journalier maximum est de 18,8 m3/s, atteint lors de la crue du 6 mars 2020. Le débit instantané maximal est quant à lui de 41,1 m3/s, atteint le 8 avril 2022.
Le Grentzbach, d'une longueur totale de 21,2 km, prend sa source dans la commune de Goetzenbruck et se jette  dans l'Eichel sur la commune, après avoir traversé neuf communes. 

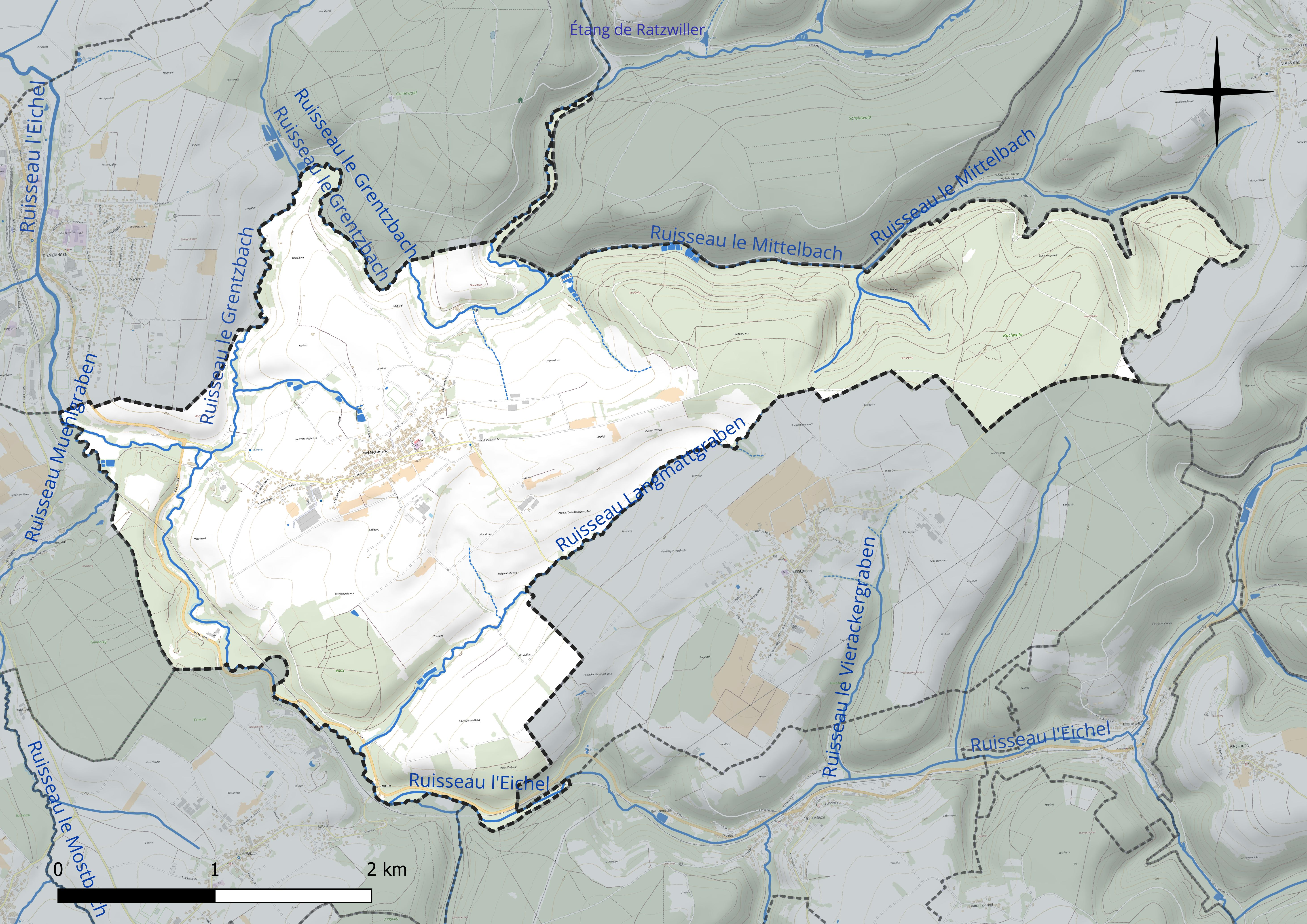
Réseau hydrographique de Waldhambach.

### Climat
Pour des articles plus généraux, voir Climat du Grand Est et Climat du Bas-Rhin.
En 2010, le climat de la commune est de type climat des marges montargnardes, selon une étude du Centre national de la recherche scientifique s'appuyant sur une série de données couvrant la période 1971-2000. En 2020, Météo-France publie une typologie des climats de la France métropolitaine dans laquelle la commune est exposée à un climat semi-continental et est dans la région climatique  Vosges, caractérisée par une pluviométrie très élevée (1 500 à 2 000 mm/an) en toutes saisons et un hiver rude (moins de 1 °C). 
Pour la période 1971-2000, la température annuelle moyenne est de 9,7 °C, avec une amplitude thermique annuelle de 17,2 °C. Le cumul annuel moyen de précipitations est de 858 mm, avec 11,6 jours de précipitations en janvier et 10,2 jours en juillet. Pour la période 1991-2020, la température moyenne annuelle observée sur la station météorologique de Météo-France la plus proche, « Berg », sur la commune de Berg à 6 km à vol d'oiseau, est de 10,4 °C et le cumul annuel moyen de précipitations est de 801,8 mm. 
La température maximale relevée sur cette station est de 37,4 °C, atteinte le 25 juillet 2019 ; la température minimale est de −16,8 °C, atteinte le 7 février 2012,,. 
Les paramètres climatiques de la commune ont été estimés pour le milieu du siècle (2041-2070) selon différents scénarios d'émission de gaz à effet de serre à partir des nouvelles projections climatiques de référence DRIAS-2020. Ils sont consultables sur un site dédié publié par Météo-France en novembre 2022.

## Urbanisme

### Typologie
Au 1er janvier 2024, Waldhambach est catégorisée commune rurale à habitat dispersé, selon la nouvelle grille communale de densité à sept niveaux définie par l'Insee en 2022.
Elle est située hors unité urbaine et hors attraction des villes,.

### Occupation des sols
L'occupation des sols de la commune, telle qu'elle ressort de la base de données européenne d’occupation biophysique des sols Corine Land Cover (CLC), est marquée par l'importance des territoires agricoles (79 % en 2018), en augmentation par rapport à 1990 (56,2 %). La répartition détaillée en 2018 est la suivante : prairies (36 %), terres arables (35,6 %), forêts (17,1 %), zones agricoles hétérogènes (7,4 %), zones urbanisées (3,8 %), mines, décharges et chantiers (0,1 %). L'évolution de l’occupation des sols de la commune et de ses infrastructures peut être observée sur les différentes représentations cartographiques du territoire : la carte de Cassini (XVIIIe siècle), la carte d'état-major (1820-1866) et les cartes ou photos aériennes de l'IGN pour la période actuelle (1950 à aujourd'hui).

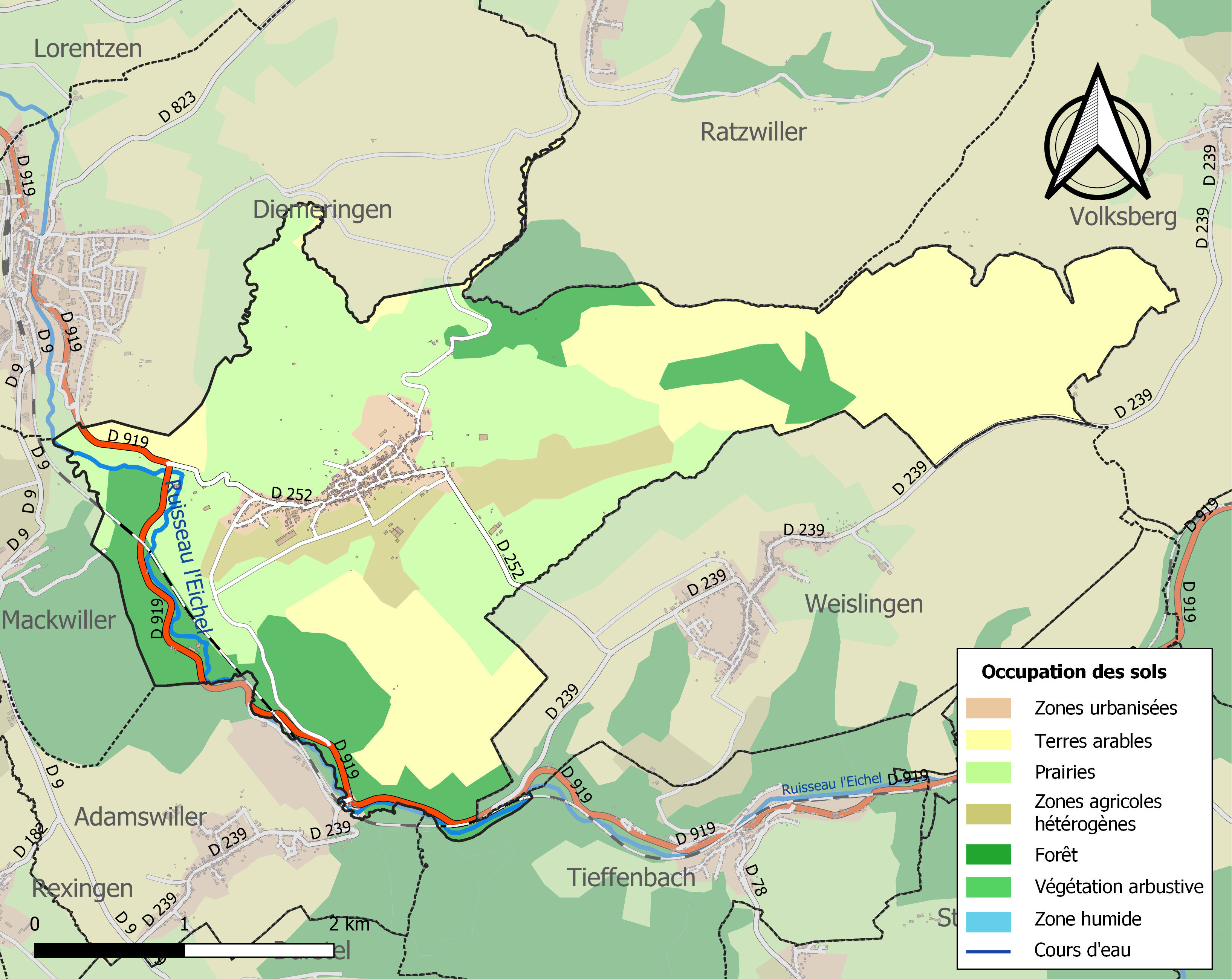
Carte des infrastructures et de l'occupation des sols de la commune en 2018 (CLC).

## Histoire

### Les «Knepples»
Les habitants de Waldhambach sont surnommés « d'Hambacher Knepples », « les Boutons de Waldhambach ». Ce surnom tire son origine de leur ancien costume. Lorsqu'ils se déplaçaient dans les villages voisins, on pouvait deviner la fortune des Hambachois au nombre et à la taille de leurs boutons. C'était le temps où on les voyait arriver au bal d'un drôle d’œil, avec leurs vestes ornées de boutons dorés, notamment par les garçons des autres villages qui leur vouaient une saine jalousie. Car les filles se laissaient volontiers séduire par ces « Hambacher » ; et à leur arrivée, tout le monde s’écriait « d'Knepple kumme » (« les Knepples arrivent »).
À la suite de cette histoire de boutons dorés, les habitants leur associent les traditionnelles « G'felldi Knepple ». Ces fameuses ravioles farcies ont créé cette fameuse fête gastronomique « KneppelFescht », dont la réussite et la renommée vont au-delà de l'Alsace Bossue, et qui a lieu le dernier dimanche du mois d'août.

### De Hambach à Waldhambach
En 1891, pour éviter toute confusion avec Hambach près de Sarreguemines et Hambach dans le Palatinat (l'Alsace-Moselle était à cette époque allemande), la municipalité a choisi l'appellation « Waldhambach »

### Héraldique
| Blason de Waldhambach (Bas-Rhin) | Blason  | Parti : au premier d'azur à la fasce d'argent, au second d'argent au lion de sable, à la bordure de gueules. |
| Blason de Waldhambach (Bas-Rhin) | Détails | |

## Politique et administration
| Période                                  | Période                   | Identité                                            | Étiquette | Qualité                           |
| ---------------------------------------- | ------------------------- | --------------------------------------------------- | --------- | --------------------------------- |
| Les données manquantes sont à compléter. |                           |                                                     |           |                                   |
| mars 2001                                | mars 2014                 | Gérard Wehrung                                      | SE        |                                   |
| mars 2014                                | En cours (au 31 mai 2020) | Frédéric Bruppacher, Réélu pour le mandat 2020-2026 | SE        | Ancienne profession intermédiaire |

### Budget et fiscalité 2023
En 2023, le budget de la commune était constitué ainsi :
- total des produits de fonctionnement : 819 000 €, soit 1 266 € par habitant ;
- total des charges de fonctionnement : 646 000 €, soit 1 002 € par habitant ;
- total des ressources d'investissement : 841 000 €, soit 1 299 € par habitant ;
- total des emplois d'investissement : 499 000 €, soit 771 € par habitant ;
- endettement : 504 000 €, soit 779 € par habitant.

Avec les taux de fiscalité suivants :
- taxe d'habitation : 17,33 % ;
- taxe foncière sur les propriétés bâties : 23,46 % ;
- taxe foncière sur les propriétés non bâties : 54,06 % ;
- taxe additionnelle à la taxe foncière sur les propriétés non bâties : 45,11 % ;
- cotisation foncière des entreprises : 18,48 %.

Chiffres clés Revenus et pauvreté des ménages en 2021 : médiane en 2021 du revenu disponible, par unité de consommation : 22 960 €.

## Économie

### Entreprises et commerces

#### Agriculture
- Culture de céréales (à l'exception du riz), de légumineuses et de graines oléagineuses.
- Culture et élevage associés.
- Élevage d'autres bovins et de buffles.

#### Tourisme
- Hébergements et restauration à Domfessel, Petersbach, Rahling, Soucht.

#### Commerces
- Commerces et services de proximité[36].

## Population et société

### Démographie

#### Évolution démographique
L'évolution du nombre d'habitants est connue à travers les recensements de la population effectués dans la commune depuis 1793. Pour les communes de moins de 10 000 habitants, une enquête de recensement portant sur toute la population est réalisée tous les cinq ans, les populations de référence des années intermédiaires étant quant à elles estimées par interpolation ou extrapolation. Pour la commune, le premier recensement exhaustif entrant dans le cadre du nouveau dispositif a été réalisé en 2007.

En 2022, la commune comptait 611 habitants, en évolution de −1,29 % par rapport à 2016 (Bas-Rhin : +3,17 %, France hors Mayotte : +2,11 %).
| 1793 | 1800 | 1806 | 1821  | 1831 | 1836 | 1841 | 1846 | 1851 |
| ---- | ---- | ---- | ----- | ---- | ---- | ---- | ---- | ---- |
| 670  | 702  | 779  | 1 075 | 861  | 895  | 860  | 880  | 889  |

| 1856 | 1861 | 1866 | 1871 | 1875 | 1880 | 1885 | 1890 | 1895 |
| ---- | ---- | ---- | ---- | ---- | ---- | ---- | ---- | ---- |
| 837  | 840  | 884  | 897  | 875  | 894  | 866  | 855  | 894  |

| 1900 | 1905  | 1910  | 1921 | 1926 | 1931 | 1936 | 1946 | 1954 |
| ---- | ----- | ----- | ---- | ---- | ---- | ---- | ---- | ---- |
| 941  | 1 037 | 1 048 | 982  | 968  | 856  | 849  | 816  | 752  |

| 1962 | 1968 | 1975 | 1982 | 1990 | 1999 | 2006 | 2007 | 2012 |
| ---- | ---- | ---- | ---- | ---- | ---- | ---- | ---- | ---- |
| 789  | 756  | 761  | 694  | 626  | 682  | 668  | 666  | 624  |

| 2017 | 2022 | - | - | - | - | - | - | - |
| ---- | ---- | - | - | - | - | - | - | - |
| 626  | 611  | - | - | - | - | - | - | - |

### Enseignement
Établissements d'enseignements :
- École maternelle et primaire.
- Collèges à Diemeringen, Diemeringen, Wingen-sur-Moder, Sarre-Union, Rohrbach-lès-Bitche.
- Lycées à Sarre-Union, Phalsbourg, Bitche.

### Santé
Professionnels et établissements de santé :
- Médecins à Diemeringen[41].
- Pharmacies[42].
- Hôpitaux[43].

### Cultes
- Culte catholique, Communauté de paroisses des clochers du Kirchberg[44], Diocèse de Strasbourg.
- Culte protestant, Paroisse de Waldhambach[45].

### Vie associative et animations
La commune bénéficie d'un réseau associatif couvrant de nombreux domaines culturels, historiques et sportifs.

#### Jumelage
- Waldhambach (Rhénanie-Palatinat) (Allemagne) depuis 1970[47].

## Lieux et monuments

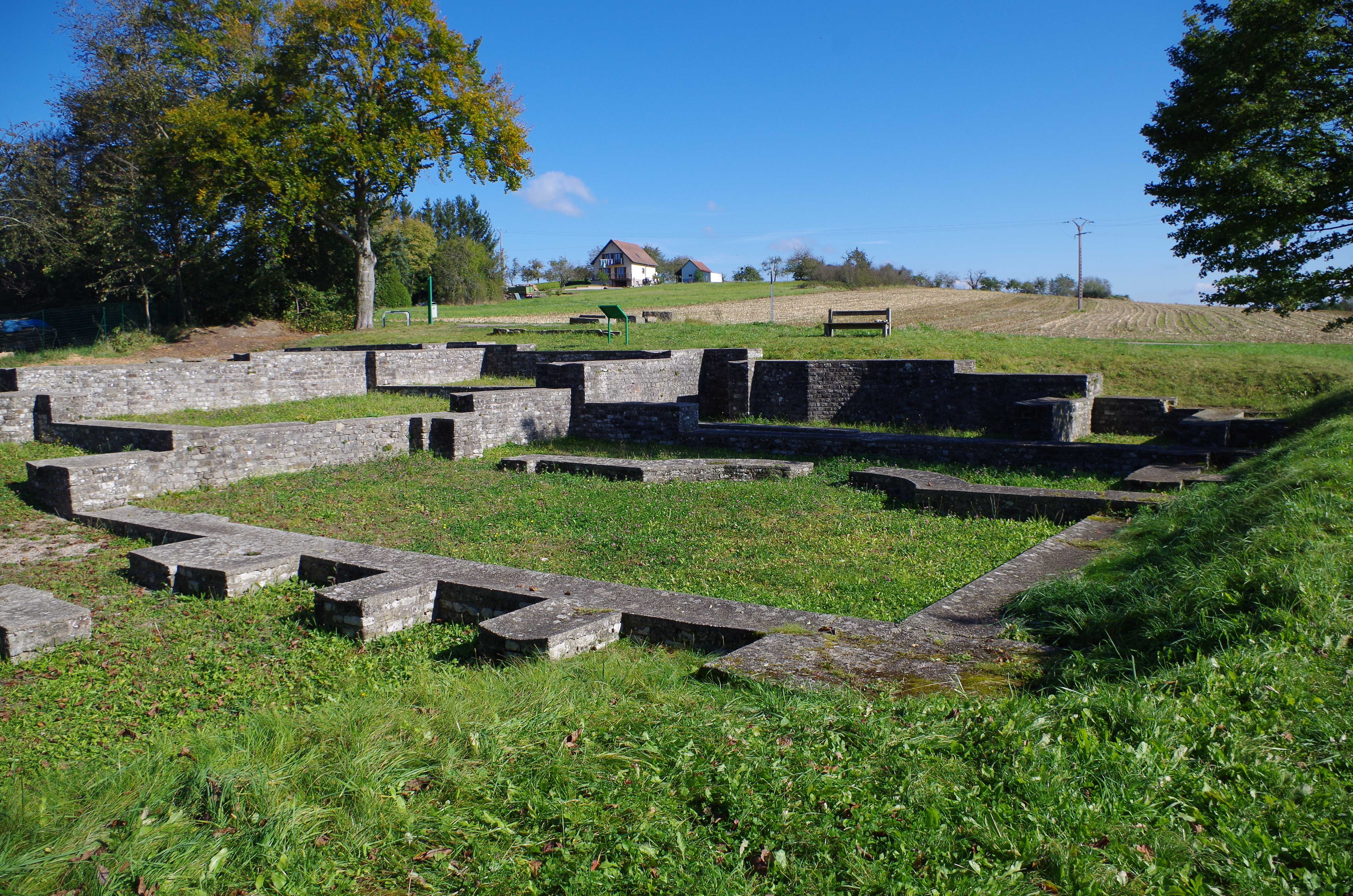
Vue sur les thermes romains de Mackwiller.
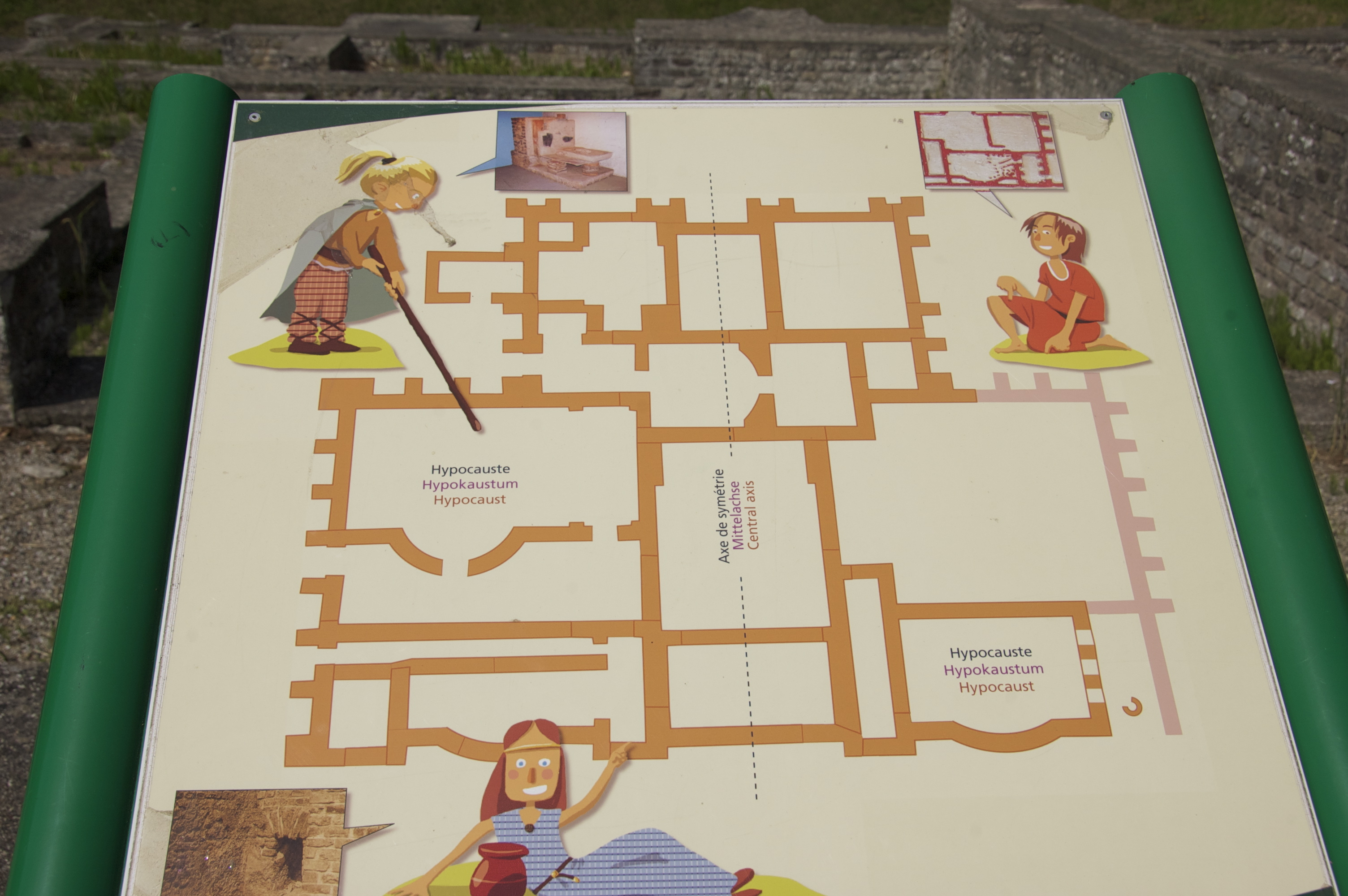
Le plan des thermes romains.
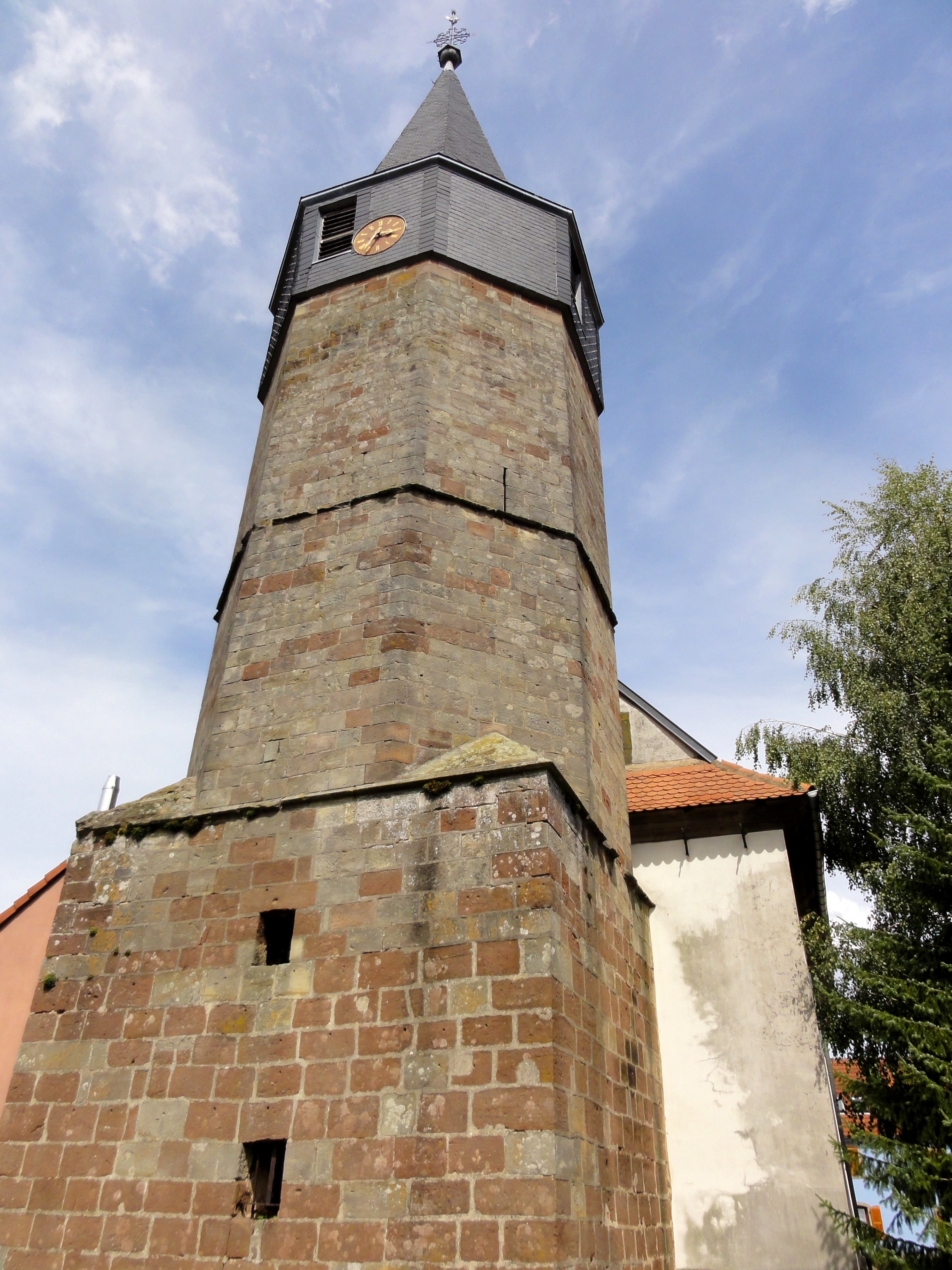
Église protestante.
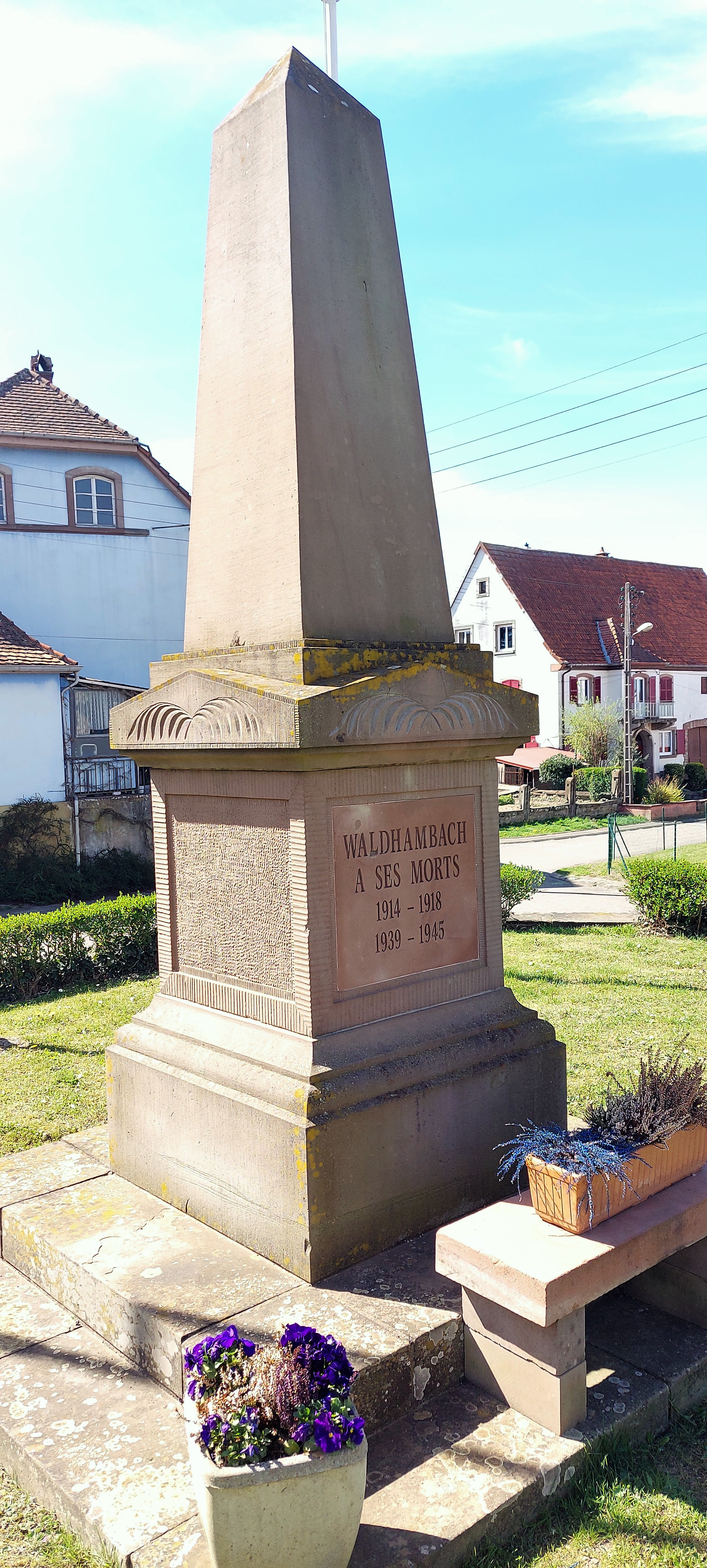
Monument aux morts.

- Thermes gallo-romains (également sur commune de Mackwiller)[48],[49],[50].
- Église protestante[51]. Sa tour est un clocher-donjon typique. Les marques des tâcherons permettent de la dater dans la première moitié du 13e siècle. L'élévation octogonale, reposant sur une base carrée, est percée sur trois niveaux de minces archères et se termine avec une couronne de hourds sous la pointe. L'étage des cloches et la flèche polygonale sont recouverts d'ardoise. La porte d'accès se trouve dans la nef. La nef baroque, reconstruite en 1765, réaménagée aux 19e et 20e siècles, est éclairée par trois fenêtres hautes sous longs-pans ainsi qu'une dernière fenêtre dans le mur pignon ouest au-dessus de l'entrée.

Le mobilier.
Les vitraux (1967-1968) sont l’œuvre du peintre Robert Fausser. Ils représentent les naissance, transfiguration, crucifixion et résurrection du Christ, à l’aide de grandes lignes dynamiques et de couleurs chaudes.
L'orgue, par Théodore Sauer (1829), réparé par Fritz Rauscher (1910) et transformé par Ernest Muhleisen (1962), est le seul instrument de ce facteur d'orgue en Alsace Bossue.
- Patrimoine rural recensé par le service régional de l'Inventaire général du patrimoine culturel[55] :

Maisons paysannes typiques avec le Schop ou hangar surplombant l’entrée de l’étable et de la grange.
- Moulins :

Moulin à farine de Neumuehle:
* Édifié en 1620, il s'ajoute aux trois moulins existants sur le territoire de Waldhambach. Sa fondation postérieure lui vaut son appellation de Neumuehle ou Moulin Neuf. L'inscription sur le linteau de la porte dans le mur pignon du logis confirme cette date. Par un bail emphytéotique de 1719, le comte de Deux Ponts cède le moulin à la famille Roeser moyennant paiement annuel de 46 francs pour droit de chute d'eau. Le moulin semble avoir été rénové en 1793 par Jean Nicolas Roeser et Madeleine Klein. À cette époque le site abrite également une teinturerie dans un bâtiment voisin.
* Le moulin est à nouveau transformé en 1896 pour Philippe Gershheimer et Christiane Roeser, comme en témoignent les élévations antérieures du logement. En 1938, la capacité d'écrasement s'élève à 3000 quintaux de blé. Le moulin est exploité par Adolf Gershheimer de 1948 à 1962, date à laquelle il cesse son activité. Le site est reconverti en exploitation agricole.
* Au 20e siècle, une turbine hydraulique, toujours en place, remplace les roues. L'établissement est équipé d'un plansichter de marque Schneider et Jacquet de Strasbourg, encore présent au troisième niveau de l'atelier de fabrication.
Moulin à farine dit Kuppertsmuehle, puis scierie Bartel.
* La première mention écrite de ce moulin remonte à 1572.
- Monument aux morts. Conflits commémorés : Guerres 1914-1918 - 1939-1945.
- Cimetière[61].

## Personnalités liées à la commune
- Fritz Spieser (1902-1987), autonomiste alsacien condamné deux fois à mort par contumace en France pour sa collaboration active  avec les nazis, né dans la commune ;
- Yannick Haenel (né en 1967), écrivain français, prix Médicis 2017, a passé de nombreuses vacances à Waldhambach dans sa jeunesse. Ses parents y vivent toujours. Plusieurs références au village sont glissées dans ses écrits, par exemple l'Eichel, cours d'eau qui traverse la commune[62].